# Plattendruckversuch

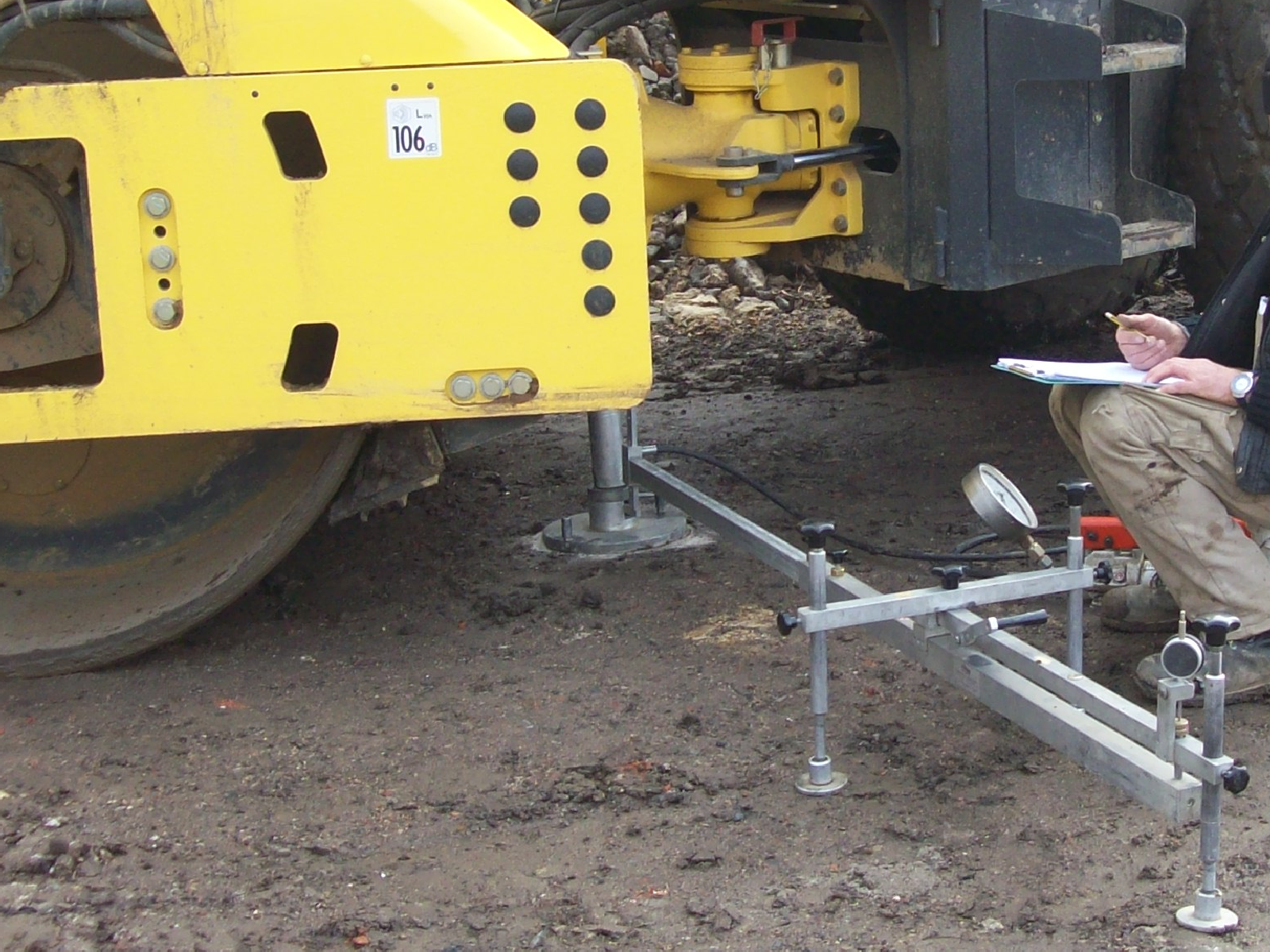
Plattendruckversuch

Der statische Plattendruckversuch, auch Lastplattenversuch oder Lastplattendruckversuch, ist ein Versuch zur Bestimmung der Druckfestigkeit und Tragfähigkeit von Böden und Materialien. Er dient als Nachweis zur Eignung von Böden und Untergründen (Schüttlagen) als Baugrund nach DIN 1054, sowie im gesamten Erd-, Grund- und Straßenbau.

## Durchführung
Die Durchführung ist in der DIN-Norm DIN 18134 Baugrund; Versuche und Versuchsgeräte – Plattendruckversuch geregelt und kann als Feldversuch mit dem Plattendruckgerät erfolgen. Dabei wird eine kreisförmige, genormte Lastplatte wiederholt von einer Druckvorrichtung auf dem Untergrund mit einem bestimmten Druck und Intervall be- und entlastet. Als Gegengewicht verwendet man einen LKW, Bagger oder ähnliches schweres Gerät (dessen Gewicht beeinflusst die maximal aufbringbare Last.)
Aufgezeichnet wird nicht nur der aufgebrachte Druck und die Einsinktiefe der Lastplatte, sondern auch die nach der Druckbelastung einsetzende Entspannung des Materials. Das ermittelte Verhältnis von Druck und Setzung des Bodens der aufeinander folgenden Durchgänge wird als Drucksetzungslinie in einem Diagramm aufgetragen. Aus diesem Diagramm lässt sich der Verformungsmodul Ev ermitteln. Die Werte werden in MN/m² für die Belastung und mm für die Setzung angegeben. Entscheidend für die Einstufung der Eignung des Materials ist neben dem absoluten Wert des für eine bestimmte Verformung notwendigen Drucks auch das Verhältnis der bei aufeinanderfolgenden Durchgängen bestimmten Druckwerte.
Für die Kontrolle von Verdichtungen zum Beispiel bei Straßenbauten wird meist eine Lastplatte von 300 mm Durchmesser und 25 mm Stärke benutzt (es werden nach DIN 18134 auch solche mit 600 mm und 762 mm und einer Stärke von 20 mm verwendet) und die Last in Stufen bis zu einem Maximalwert (häufig 0,5 MN/m² bei der 300 mm Platte) gesteigert und dann wieder entlastet, wobei jeweils die Setzung gemessen wird. Er darf nach DIN 18134 bei grob- und gemischtkörnigen Böden und feinkörnigen Böden, deren Konsistenz steif bis fest ist, angewandt werden. Gestörte Oberflächenschichten (etwa Aufweichung) müssen entfernt werden, die Lastplatte muss vollständig auf der Prüffläche aufliegen, wozu eventuell eine wenige mm dünne Sandschicht oder Gips aufgebracht wird. Körner, die einen Durchmesser von mehr als einem Viertel des Lastplattendurchmessers haben, müssen entfernt werden. Bei 300 mm Plattendurchmesser wird eine Vorbelastung von 0,01 MN/m² aufgebracht. Die Laststeigerung erfolgt nach DIN in mindestens sechs etwa gleich großen Stufen bis zum Maximalwert und die Entlastung in drei Stufen (auf die Hälfte, dann auf ein Viertel und letztlich auf 2 % der Maximalspannung). Die DIN 18134 macht auch Vorgaben für den zeitlichen Ablauf der Be- und Entlastung. Bevor der Messwert einer Laststufe erfasst wird, muss diese für 60 Sekunden gehalten werden. Nach der Erstbelastung wird ein zweiter Belastungszyklus ausgeführt (aber nur bis zur vorletzten Stufe des ersten Durchgangs). Die errechneten Verformungsmoduln werden mit Indizes 1 und 2 versehen, je nachdem ob sie im ersten oder zweiten Zyklus berechnet wurden.
Bei der Errechnung des Verformungsmoduls wird die Last-Setzungskurve durch ein Polynom zweiten Grades angenähert mit der Methode der kleinsten Quadrate (Formeln dazu finden sich in der DIN 18134). Vor der Berechnung muss an der Messuhr die angezeigte Setzung durch Multiplikation mit dem Hebelverhältnis der Messbrücke korrigiert werden.
Durch den Versuch kann man so den Untergrund in Laststufen (Bodengruppen) einteilen. Des Weiteren gibt es im öffentlichen Straßenbau in Deutschland Anforderungen an verschiedene Schichten als indirekten Verdichtungsnachweis (ZTV E-StB).

## Dynamischer Plattendruckversuch
Alternativ kann auch mit anderen Methoden, wie z. B. dem dynamischen Plattendruckversuch, der dynamische Verformungsmodul Evd (nach TP BF-StB Teil 8.3) mit dem leichten Fallgewichtsgerät ermittelt werden. Das Prüfverfahren eignet sich insbesondere für grobkörnige und gemischtkörnige Böden mit einem Größtkorn bis 63 mm. Der dynamische Plattendruckversuch mit dem leichten Fallgewichtsgerät ist ein Prüfverfahren, bei dem der Boden über eine kreisförmige Lastplatte durch ein Fallgewicht stoßartig mit der maximalen Kraft Fmax belastet wird. Bei dem Versuch fällt eine Masse von 10 kg, geführt von einer Stange aus ca. 70 cm Höhe auf ein Federpaket, das die Kraft auf eine Lastplatte mit 300 mm Durchmesser überträgt. Die exakte Fallhöhe wird durch Kalibrierung des Gerätes so eingestellt, dass die gleichmäßige Normalspannung unter der Lastplatte σmax = 0,1 [MN/m²] beträgt. Die unter dieser definierten Stoßbelastung auftretende Setzung der Lastplatte smax [mm] wird mithilfe eines Sensors ermittelt, der mittig auf der Lastplatte befestigt ist. Unter Anwendung der Elastizitätstheorie, die auch die Querdehnzahl (*) berücksichtigt, wird damit der dynamische Verformungsmodul, der ein Maß für die Steifigkeit bzw. die Verdichtung des Bodens ist, berechnet.
Da es sich bei dem leichten Fallgewichtsgerät um ein handliches Prüfgerät handelt, das kein tonnenschweres Gegengewicht erfordert und der dynamische Plattendruckversuch in wenigen Minuten von einer Person durchgeführt werden kann, ist der dynamische Plattendruckversuch auch in Gräben, Aufgrabungen, Hinterfüllungen oder beengten Baugruben durchführbar. Der dynamische Verformungsmodul Evd weicht jedoch vom statischen Verformungsmodul EV2 ab und verhält sich in Abhängigkeit von der Bodenart und dem Verdichtungsgrad in etwa wie 1:2 (ZTVE-StB 20, Abs. 14.3.5). Häufig wird für die Umrechnung auf den statischen Verformungsmodul eine Überprüfung der Ergebnisse durch einen statischen Plattendruckversuch empfohlen.
Unter Berücksichtigung der Setzungsgeschwindigkeit lassen sich außerdem Rückschlüsse auf den Feinkornanteil und den Wassergehalt des Bodens ziehen.